# Абхазава, Владимир
Владимир Абхазава (род. 9 января 1976, Нигвзиани, Ланчхутский муниципалитет, Грузинская ССР) — грузинский преподаватель. Первый номинант конкурса «Национальная премия учителя».

## Биография
Владимир Абхазава родился 9 января 1976 г. в грузинском селе Нигвзиани Ланчхутского района. В 1993 году окончил среднюю школу села Нигвзиани. В 1999 с отличием окончил экономический факультет Батумского кооперативного института.
С 2010 года работает преподавателем гражданского права в средней школе села Чибати Ланчхутского муниципалитета. С 2012 года работает менеджером семейного дома, где воспитываются и живут 8 детей.
5 октября 2017 года Ладо Абхазава получил «Национальную премию учителя». Он стал первым лауреатом этого конкурса.
13 декабря 2018 года Владимир Абхазава попал в число 50 лучших преподавателей мира, номинированных на конкурсе «Глобальная премия учителя». А 21 февраля 2019 года его избрали в число десяти финалистов этой премии.